# Помаре II
Помаре II (1782 — 7 грудня 1821) — король Таїті, з династії Помаре. Правив 1803—1821 роках. Об'єднав під своєю владою Острови Товариства, також захопив західну частину островів Туамоту і острови Тубуаї.

## Життєпис
Помаре II народився в 1782 році, був сином Помаре I. Став першим представником династії Помаре, який встановив повний контроль над островом Таїті в значній мірі завдяки християнським місіонерам з Лондонського місіонерського товариста, що висадилися на острові 1797 році. Хоча релігійна діяльність місіонерів у перші роки була малоуспішною (острів'яни вважали їх винними у великій кількості смертей від захворювань, завезених чужинцями), проте вона не була заборонена. Надалі саме місіонери, як і європейські торговці, сприяли Помаре ІІ у збереженні своєї влади. Коли в 1808 році влада короля опинилася під загрозою і він був змушений втікти на острів Муреа, його супроводжував місіонер Генрі Нотт. Тільки в 1811 році за допомогою європейських торговців Помаре вдалося повернути контроль над усім островом Таїті без будь-якого опору. У 1812 році він прийняв християнство (офіційне хрещення відбулося в 1819 році), а в 1815 році завдяки європейській вогнепальній зброї здобув перемогу у Феї -Пі. Ставши християнином, Помаре заборонив на острові поклоніння язичницьким богам і наказав зруйнувати місцеві марае. Крім того, він видав звід законів, що забороняв полігамію, людські жертвопринесення і дітовбивство.
Помаре ІІ помер 1821 року від алкоголізму, передавши престол Помаре III.

## Сім'я
Помаре II був одружений до березня 1797 року (заручений у січні 1792 року) зі своєю двоюрідною сестрою Тетуа-нуі Таро-вахіне, Аріі з Вайарі (нині Папеарі), яка померла у Аруе 21 липня 1806. Близько 1809 року він одружився з двома сестрами: Тері-іто-отераї Теремоемое і Тері-ітарі-а, які були дочками Таматоа III, Аріі Рахі з Раіатеа.
Зі своєю другою дружиною Тері-іто-отераї Теремоемое він мав трьох дітей:
- Аімата (28 лютого 1813 — 17 вересня 1877), яка правила як Помаре IV
- Теінаіті (21 листопада 1817 р.[4] — 20 березня 1818), який помер молодим
- Тері-ітарі-а (25 червня 1820 — 8 січня 1827), який правив як Помаре III

## Пам'ять
У День місіонера, в національне свято Французької Полінезії, в комуні Аруе покладають квіти до могили першого християнського короля Таїті Помаре II.